# Phêrô Vũ Văn Truật
Phêrô Vũ Văn Truật là một thầy giảng tử vì đạo dưới triều vua Minh Mạng, được Giáo hội Công giáo Rôma phong Hiển Thánh vào năm 1988.  
Ông sinh năm 1817 tại Hà Thạch, họ Kẻ Thiếc, huyện Sơn Vy, trấn Sơn Tây (nay là giáo xứ Hà Thạch, xã Hà Thạch, thị xã Phú Thọ, tỉnh Phú Thọ, thuộc Giáo phận Hưng Hóa). Cha mất sớm, nhà nghèo, nên ông không được đi học. Năm lên 15 tuổi, được thừa sai Cornay Tân nhận. Năm 1838, ông giúp thừa sai François Marette Phan và Cornay Tân đang quản nhiệm xứ Bầu Nọ (nay là giáo xứ Nỗ Lực, Giáo phận Hưng Hóa). Khi quan quân đến vây làng, ông bị tập họp tại đình làng để điểm danh. Cuối ngày, vẫn chưa tìm ra tung tích đạo trưởng, ông bị đóng gông và tra tấn để tìm nơi đạo trưởng tây dương trốn tránh, nhưng ông vẫn im lặng nên bị bắt ngày 20 tháng 6 năm 1837 và áp giải về nhà lao Sơn Tây. Giám mục Havard Du hay tin ông vững vàng nên nâng lên hàng thầy giảng. Sau bốn tháng bị giam cầm, ông bị kết án xử giảo giam hậu vào ngày 18 tháng 12 năm 1838 tại pháp trường gần ngọn đồi nhỏ Đò Voi thuộc làng Mông Phụ (Sơn Tây). 